# اچ‌ام‌اس زیلوس (۱۷۸۵)
اچ‌ام‌اس زیلوس (۱۷۸۵) (به انگلیسی: HMS Zealous (1785)) یک کشتی بود که طول آن ۱۶۸ فوت (۵۱ متر) بود. این کشتی در سال ۱۷۸۵ ساخته شد.